# Porte-du-Ried
Porte-du-Ried é uma comuna francesa na região administrativa do Grande Leste, no departamento do Alto Reno. Estende-se por uma área de 9.49 km², e possui 1.802 habitantes, segundo o censo de 2018, com uma densidade de 190 hab/km².
Foi criada, em 1 de janeiro de 2016, a partir da fusão das antigas comunas de Holtzwihr e Riedwihr.